# IX Giochi dei piccoli stati d'Europa
I IX Giochi dei piccoli stati d'Europa si sono svolti a San Marino dal 29 maggio al 2 giugno 2001.
La cerimonia inaugurale ha visto la partecipazione di Little Tony e The Supremes che hanno cantato l'inno della manifestazione.

## I Giochi

### Paesi partecipanti
- Andorra
- Cipro
- Islanda
- Liechtenstein
- Lussemburgo
- Malta
- Monaco
- San Marino

### Sport
I Giochi sanmarinesi coinvolsero discipline sportive nei seguenti 11 sport:
- Atletica leggera (31)
- Bocce
- Ciclismo
- Judo
- Nuoto
- Nuoto sincronizzato
- Pallacanestro
- Pallavolo
- Tennistavolo
- Tennis
- Tiro

## Medagliere
| Posiz. | Nazione       | Oro | Argento | Bronzo | Totale |
| ------ | ------------- | --- | ------- | ------ | ------ |
| 1      | Islanda       | 31  | 18      | 16     | 65     |
| 2      | Cipro         | 27  | 21      | 17     | 65     |
| 3      | Lussemburgo   | 12  | 24      | 16     | 52     |
| 4      | San Marino    | 12  | 8       | 16     | 36     |
| 5      | Malta         | 7   | 12      | 16     | 35     |
| 6      | Monaco        | 5   | 8       | 14     | 27     |
| 7      | Andorra       | 5   | 6       | 7      | 18     |
| 8      | Liechtenstein | 2   | 2       | 2      | 6      |